# Лоренц Мак
Лоренц Мак (на немски: Lorenz Mack) е австрийски писател и публицист, автор на романи и разкази.

## Биография
Лоренц Мак е роден през 1917 г. в градчето Ферлах, Каринтия като син на оръжейник. Отначало изучава занаята на баща си.
След като участва във Втората световна война, става учител и издател на списание за култура. От 1951 г. е писател на свободна практика.
От 1951 до 1952 г. издава месечното списание за духовно разбирателство „Ди Драу“ (Драва).
През 1965 г. е инициатор и основател на дискусионния форум „подиум“ и на Дни на културата в Санкт Файт ан дер Глан.
Лоренц Мак е първият президент на Каринтския съюз на писателите. Член е на австрийския ПЕН клуб.

## Награди и отличия
- Theodor-Körner-Preis, 1964
- Hörspielpreis der Stadt Klagenfurt und des ORF, 1968